# AHC Vinschgau - Val Venosta
L'AHC Vinschgau - Val Venosta, già Hockey Club Laces Val Venosta, è una squadra di hockey su ghiaccio di Laces, in Val Venosta.

## Storia
Il Laces-Val Venosta ha debuttato in serie A nella stagione 1996-97 (quando in realtà la squadra, come la quasi totalità delle squadre iscritte alla A1, disputò la serie A2). Ha disputato in seguito altri due campionati di A1 (stagione 1997-98 e stagione 1999-00).

La squadra in seguito si sciolse e venne rifondata nel 2005 col nome attuale, AHC Vinschgau-Val Venosta. Partecipa attualmente al campionato di terza serie.